# Big Girls Don't Cry
Big Girls Don't Cry és el quart senzill de la cantant Fergie del seu disc debut The Dutchess, escrita per ella mateixa amb Toby Gad, i producció de will.i.am.
A diferència l'estil hip-hop i urbà habitual en la cantant, és una balada la qual té un tempo lent al principi, i va alternant trossos com la tornada que és d'un tempo lent-moderat i altres fragments de tempo lent-moderat. Té una durada de 4'28 o 4'32 i és d'estil Pop/Pop-Rock/Balada. Tracta les relacions de parella, suggerint que a vegades la Fergie tenia problemes de parella com qualsevol persona.
El vídeo, dirigit per Anthony Mandler i presentat en maig de 2007, presenta a la cantant i la seva parella, interpretat per l'actori Milo Ventimiglia, en una relació turbulenta que acaba amb ella recollint les seves coses i marxant en el seu cotxe.